# ハンス・ケルル
ハンス・ケルル（ドイツ語: Hanns Kerrl、1887年12月11日‐1941年12月14日）は、ドイツ国の政治家。ヒトラー内閣で宗教大臣(de:Reichsministerium für die Kirchlichen Angelegenheiten)を務めた。

## 初期の経歴
ハンス・ケルルは1887年12月11日、プロイセン王国のファラースレーベンに教師の子として生まれた。彼は第一次世界大戦に陸軍中尉として軍に入隊。そこで二級鉄十字章と一級鉄十字章を授与された。1923年には国家社会主義ドイツ労働者党、通称ナチスに入党し、突撃隊にも入隊し最終的には突撃隊大将まで登りつめた。1928年にプロイセン議会に選出された彼は、ナチスが4月の選挙で最大の議席を獲得した後、プロイセン議会議長となった。
1933年ナチス党首アドルフ・ヒトラーがドイツ国首相に任命された後、ケルルは同年3月23日にプロイセン法務省の帝国委員に任命され、4月21日には法務大臣となり1934年6月まで務めた。彼はプロイセン法務大臣としてユダヤ人の弁護士がプロイセンで活動することを禁止した。1933年11月、彼は国会議員に選出された。国会が12月12日に召集されたとき、彼は国会議長ヘルマン・ゲーリング元帥に次ぐ国会第一副議長に任命され、1941年に自身が亡くなるまで地位を保持していた。1934年6月17日、ケルルはヒトラー内閣の無任所大臣として入閣した。

## 宗教大臣
1935年7月16日、彼は新しく創設された帝国教会担当省の「帝国大臣」に任命された。一方で、ケルルはキリスト教を憎んだナチスの指導者たち（例えばハインリヒ・ヒムラー）と教会自体の間を仲介し、ナチスのイデオロギーの宗教的側面を強調することとなった。またドイツ国内に存在する教会をナチスの支配下に置くのも彼の仕事であった。ケルルは、1937年2月13日の従順な教会指導者の前での演説で、穏やかなナチスの政治家と見なされた。
彼は、全てのプロテスタント牧師に総統アドルフ・ヒトラーに対し、忠誠を誓うようにと圧力をかけた。ケルルは、キリスト教がナチスのイデオロギーの本質的な基盤と解釈し、2つの力を和解させる必要があると主張した。一方党指導部の方針は、ドイツ社会における聖職者の影響をできるだけ早く減らしたいと考えていた。

## 死去
彼のナチスとキリスト教の和解という主張と、党の方針が合致しないまま、ヒトラーの信用も失い党と国家の影響力もない状態で、1941年12月14日に54歳で死去した。ヒトラーは彼の後任の大臣を任命せず、宗教省次官のヘルマン・ムースを宗教大臣代行として入閣させた。